# هواوی ام۸۳۵
هواوی ام۸۳۵ (به انگلیسی: Huawei M835) یک گوشی هوشمند دارای سیستم‌عامل اندروید است که ساخت شرکت هواوی است. این گوشی تاریخ ۴ ژوئیه ۲۰۱۱ معرفی شد.

## معرفی
این گوشی از سیستم عامل اندروید ۲٫۲ و شبکه GSM و WCDMA پشتیبانی می‌کند. این محصول هواوی فاقد دوربین ثانویه هست و دوربین اصلی ۳٫۲ مگاپیکسل می باشد.

## یادکردها
1. ↑  «Huawei M835».
2. ↑  2012-2017، Top In Earth team. «مشخصات گوشی موبایل هواوی M835 - Huawei M835». دریافت‌شده در ۲۰۱۷-۰۲-۰۱.[پیوند مرده]